# Folksamhuset

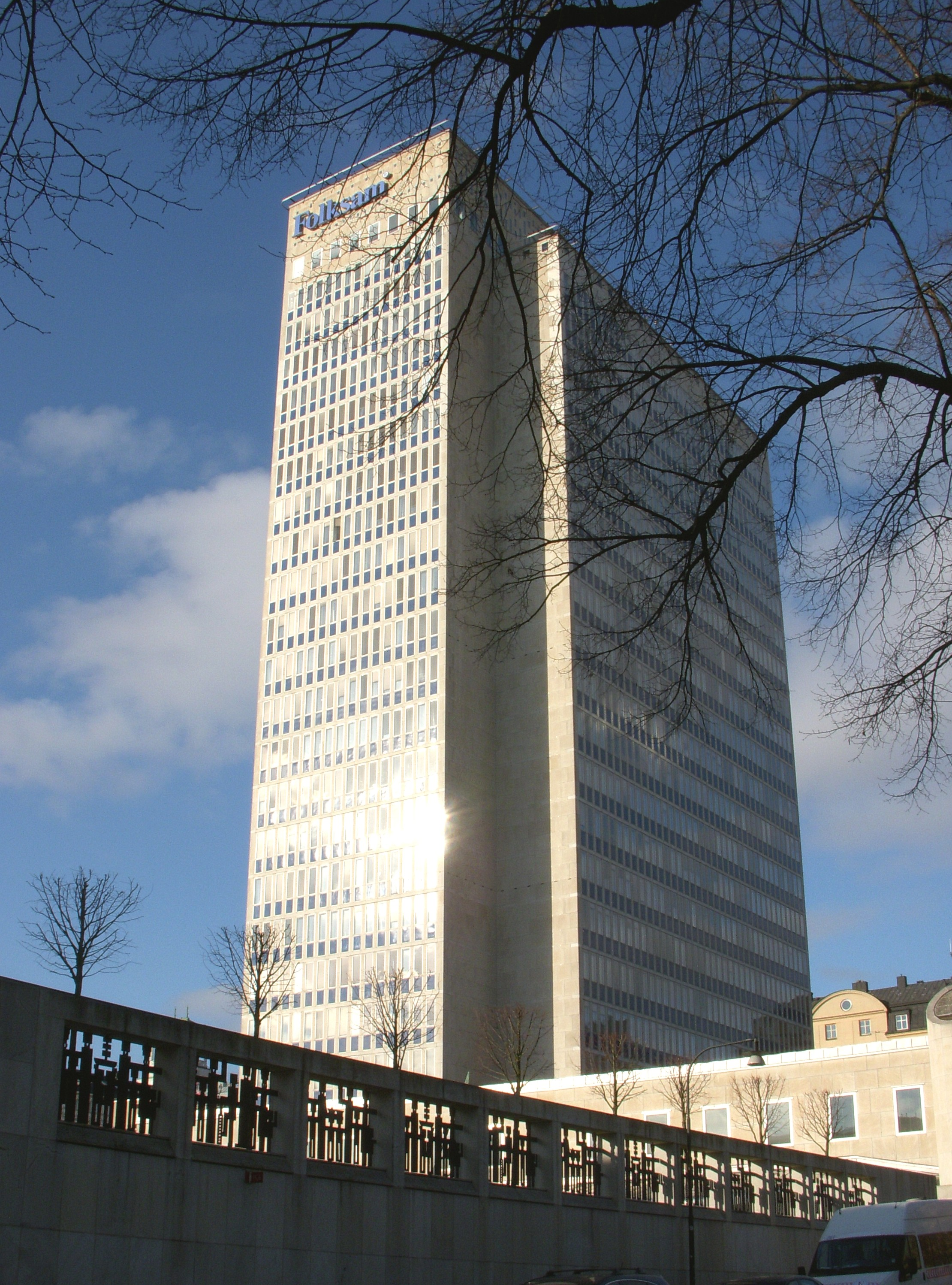
Folksamhusets högdel, 2009.

Folksamhuset är ett 27 våningar högt kontorshus vid Skanstull på Södermalm i Stockholm, med adress Bohusgatan 14. Det stod klart 1960 och har sedan dess varit huvudkontor för försäkringsbolaget Folksam. Huset är ritat av arkitekterna Yngve Tegnér och Nils Einar Eriksson. Enligt Stockholms stadsmuseum utgör Folksamhuset en del i riksintresset Stockholms innerstad och är "ett omistligt inslag i Stockholms siluett som ett uttryck för 1950- och 1960-talets val att framhäva samhällsnyttiga institutioner".
I en lägre del av huskomplexet finns numera Idrottens hus inrymt.

## Byggnad

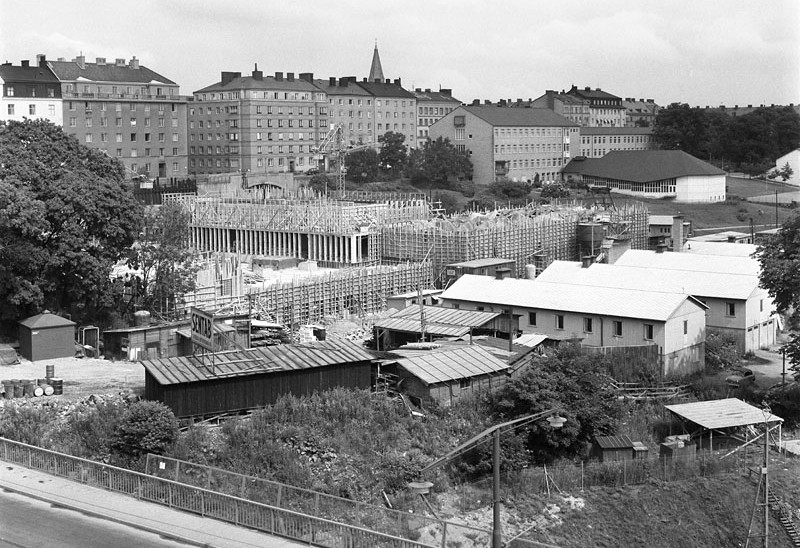
Folksamhusets byggarbetsplats, 1957.

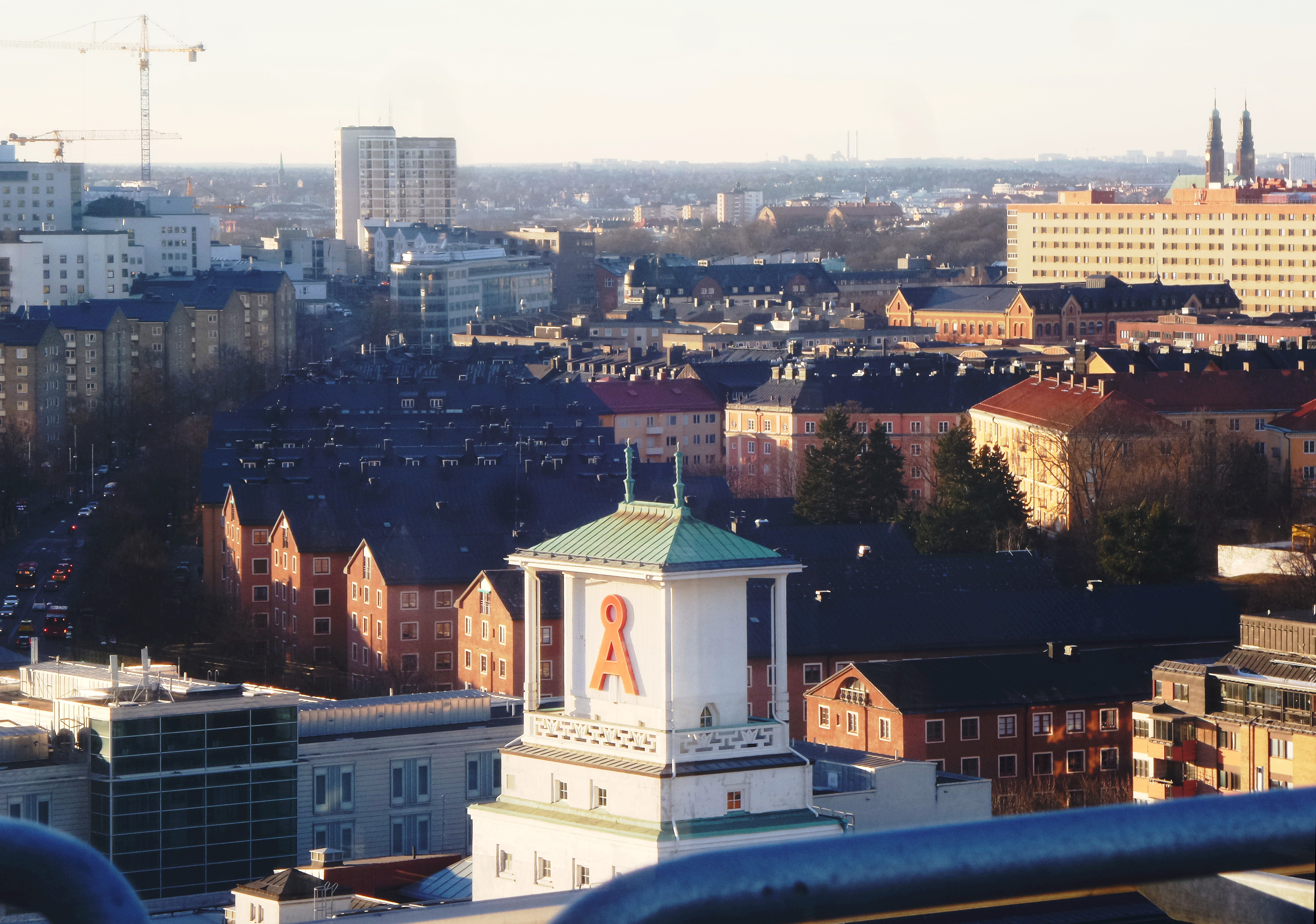
Utsikt mot väster, 2017.

På platsen fanns tidigare stadens trädgårdar med flera stora växthus och därefter baracker för bostadslösa gästande sjömän. Folksams nya huvudkontor i kvarteret Tullgården vid Skanstull uppfördes mellan 1956 och 1960. Det följde flera utökningar och tillbyggnader av anläggningen, 1978 och 1990. Till arkitekter anlitades Nils Einar Eriksson och Yngve Tegnér. Inredningsarkitekt var möbelformgivaren Axel Larsson och konstruktör samt entreprenör var Allmänna Betongbyggnadsbyrån. 
Folksambyggnadens höghusdel är gestaltad som ett så kallat skivhus, där arkitekten försöker att bryta ner volymen genom att byggnadskroppen utformas som inbördes förskjutna skivor. Under projekteringen genomfördes modellstudier för att undersöka hur ett högt hus skulle kunna inpassas på tomten.
Byggnaden omges av en lägre entrébyggnad innehållande konferenslokaler och restaurang, som ritades av bland annat arkitekt Holger Blom. Fasaderna är klädda med 7 100 kvadratmeter blästrad vit Ekebergsmarmor och blåa emaljerade plåtskivor under fönstren. Totalt finns 2 800 fönster. Arbetsplatserna anordnades i kontorsrum med flexibla väggar runt en mörk kärna innehållande åtta hissar, ett huvudtrapphus med oval spiraltrappa, toaletter, kapprum och liknande. Huset är 89 meter högt.
Folksamhusets interiör smyckas av ett stort antal konstverk, bland dem textilgobeläng formgiven av Barbro Nilsson, bronsskulpturer av Carl Eldh, målningar av Isaac Grünewald och glasmosaik av Sven X:et Eriksson.
I slutet av 1970-talet utfördes en om- och tillbyggnad innehållande datacentral, kontor, utvändig trappa samt trädgårdsanläggning, även här var arkitekt Nils Einar Eriksson. 1976 bad Eriksson konstnären Bengt Olson att utsmycka Folksams simhall som finns i nedre delen av huset med kakelmålningar. Det gällde tre väggar om 160 kvm och en intilliggande cafeteria. Det gick åt 18000 plattor med måttet 108 x 108 mm. Kaklet transporterades från Gien till Stockholm där det våren 1978 sattes upp på väggarna under Olsons ledning. 

## Kulturhistorisk klassificering
Folksamhuset med hög- och lågdelen är sedan 2014 blåklassad av Stadsmuseet i Stockholm, vilket innebär att bebyggelsens kulturhistoriska värde av stadsmuseet anses motsvara fordringarna för byggnadsminnen i Kulturmiljölagen. Motiveringen var bland annat:
”Huset har materialbehandling, konstnärliga inslag och inredning som håller mycket hög kvalitet. Anläggningen gör skäl för begreppet Gesamtkunstwerk. […] Formen i stadsbilden är av stor betydelse, såväl dag- som nattid. […] Sammantaget är det en anläggning som utgör en betydelsefull del av Stockholms karaktär och historia, ett landmärke. […] Folksamhuset kan räknas till ett av de bästa exemplen på höga hus från 1950- och 1960-talet och anläggningen utgör en synnerligen värdefullt ensemble och Stockholmssiluett.”

## Ljusreklam
År 2015 nominerades Folksamhusets ljusreklam för Lysande skylt år 2015. Juryns motivering: ”Högst upp i Folksamhuset strömmar vitt ljus ut i Stockholmsnatten tack vare 351 sinnrikt utformade gluggar i fasaden. Mot söder lyser samtidigt ljusblått Folksam. Ljuset som kröner Folksamhuset sedan 1960 är både reklam och ljusarkitektur, en läcker kombination.” Den ursprungliga texten Folksam var dock skriven i versaler, alltså FOLKSAM.

## Bilder

Byggnad
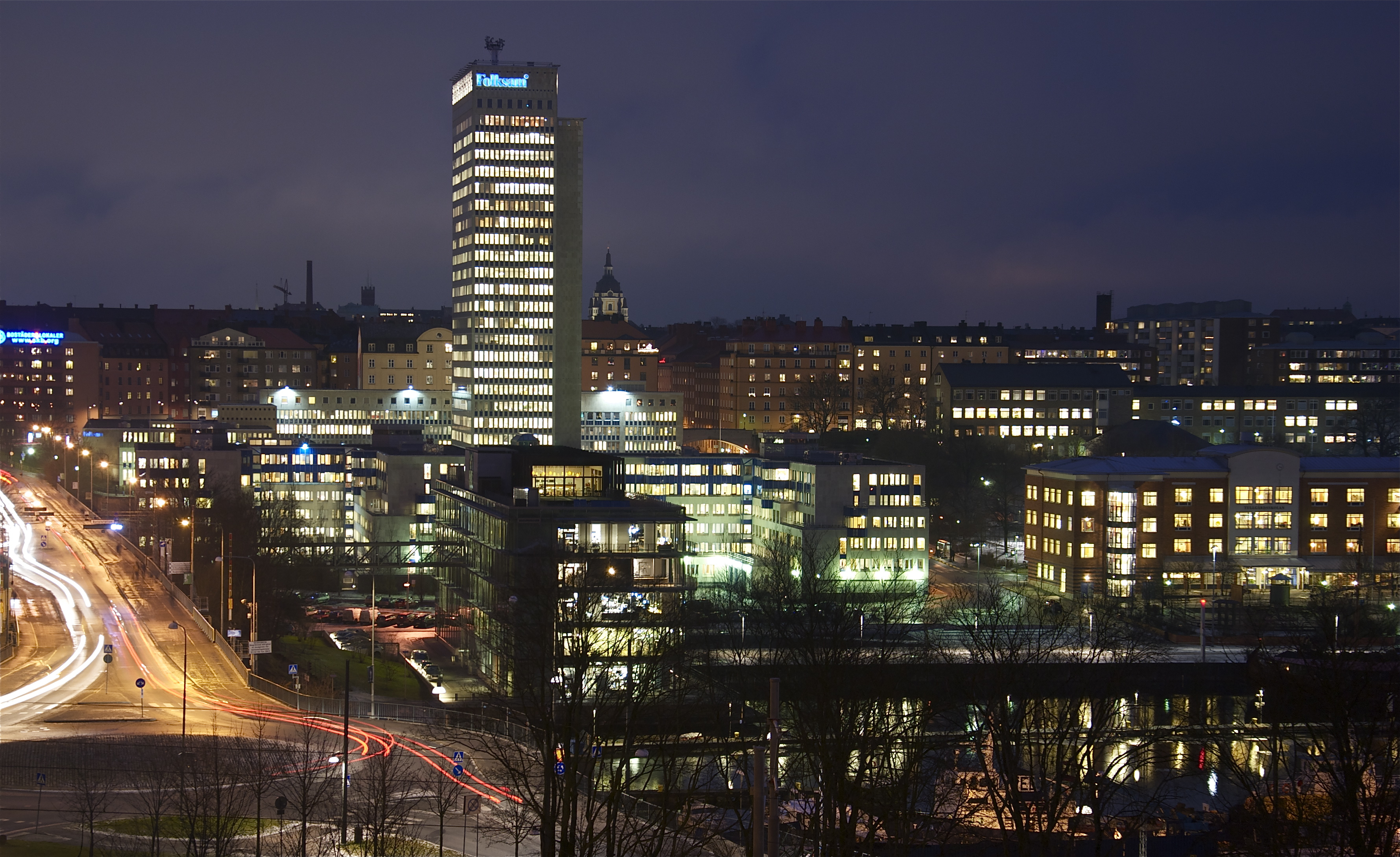
Folksamhuset på kvällen sett från söder.
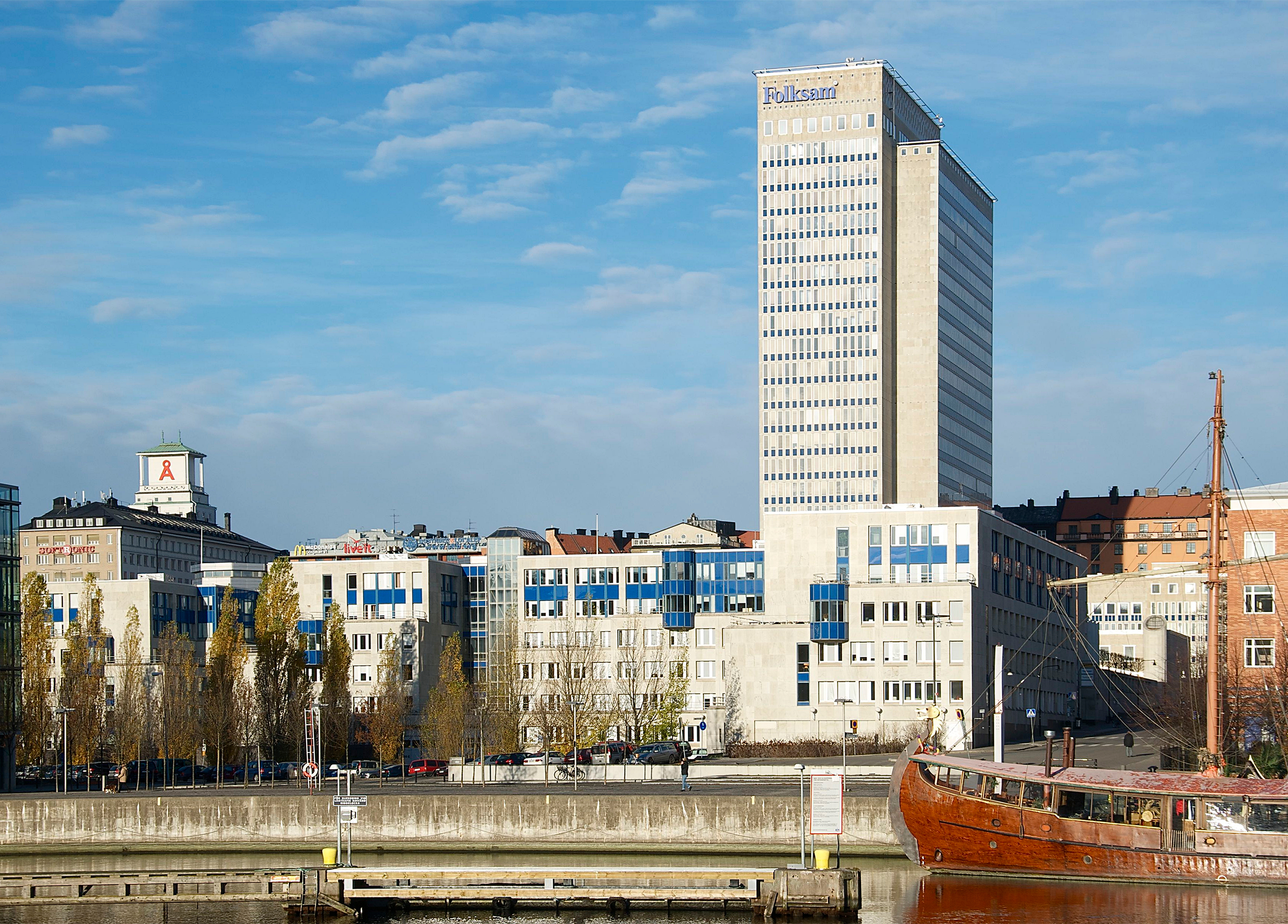
Folksamhusets hög- och lågdel sett från öster.
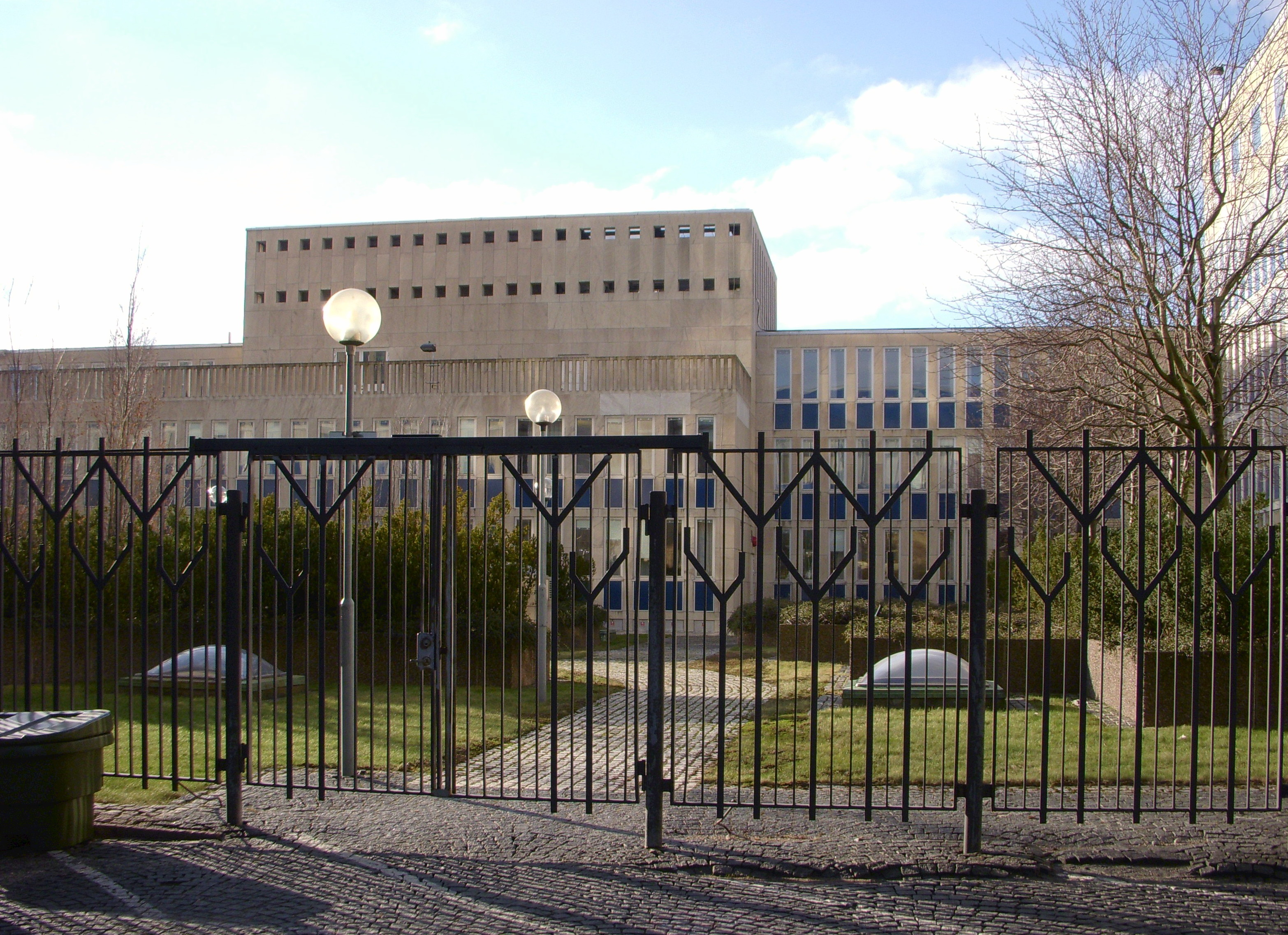
Folksamhuset, gården.
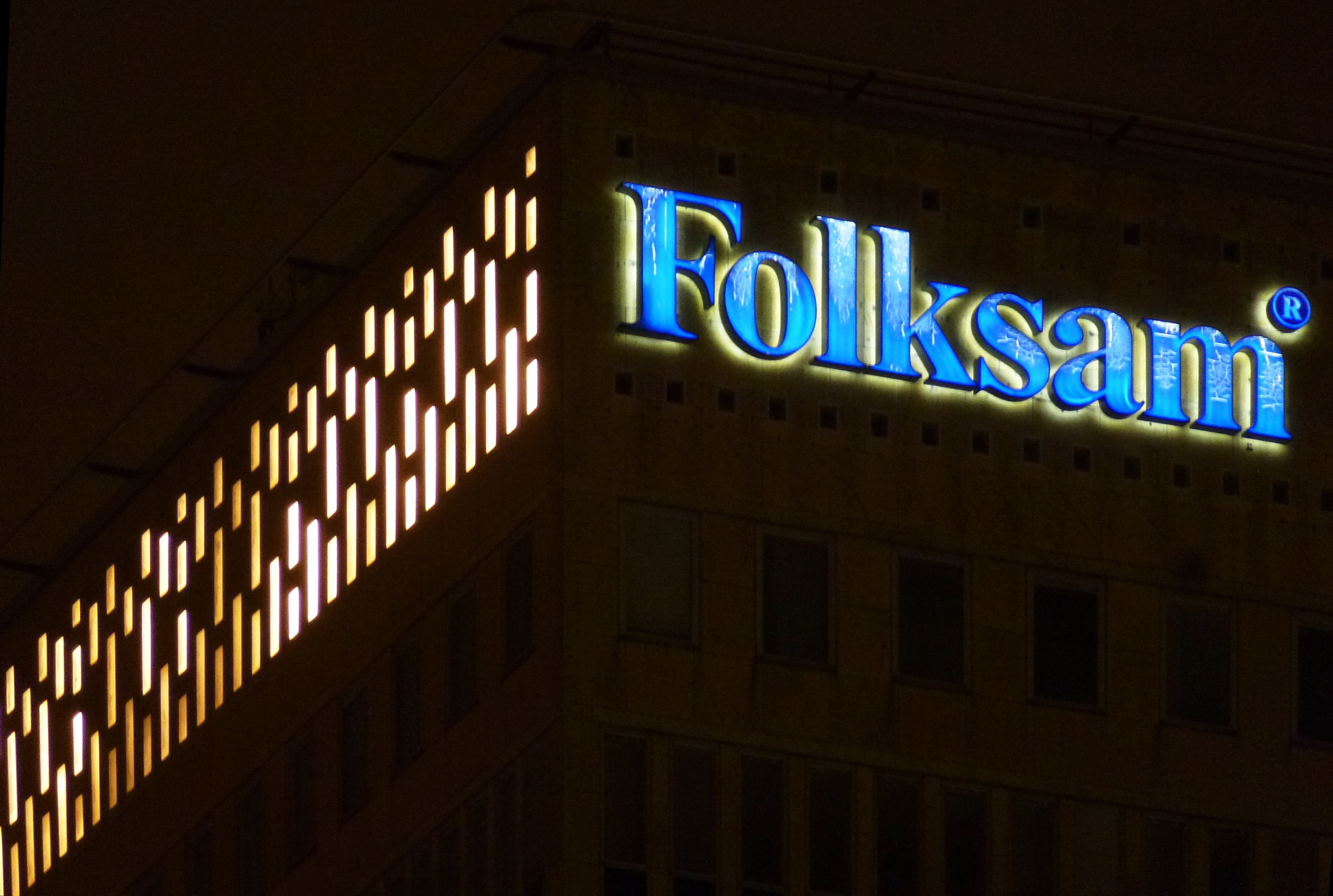
Ljusreklamen högst upp.

Interiör
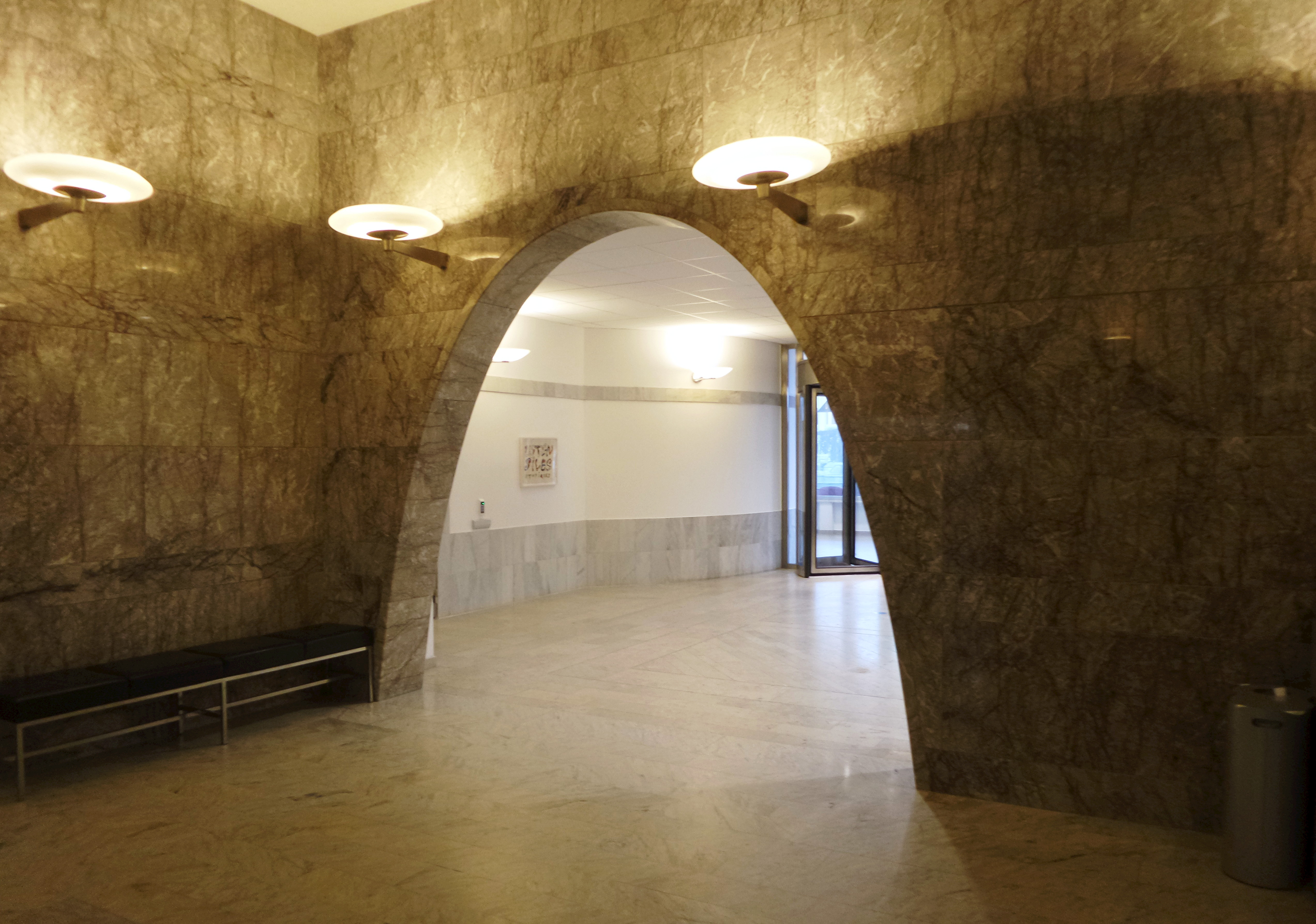
Entréhall
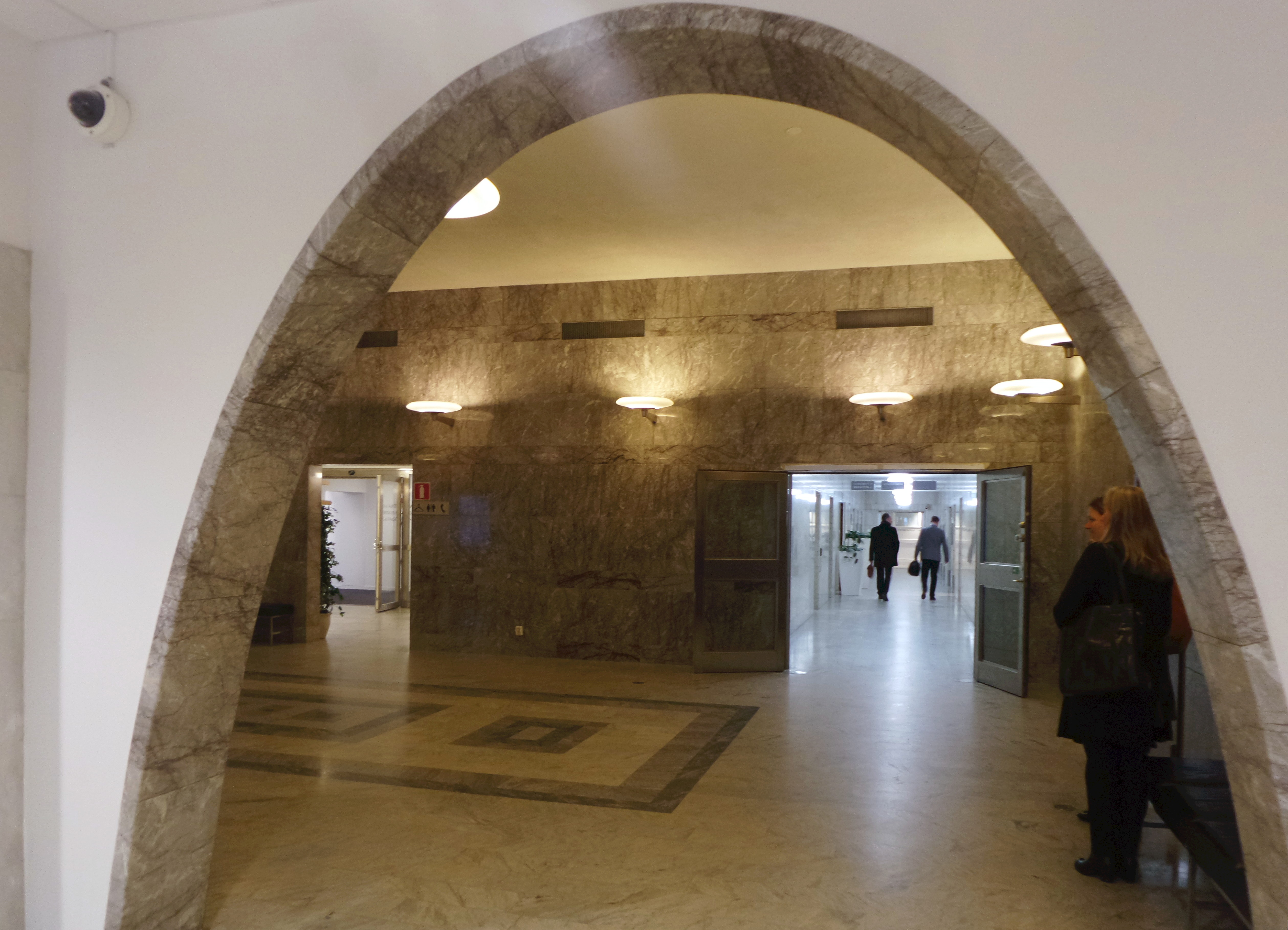
Entréhall
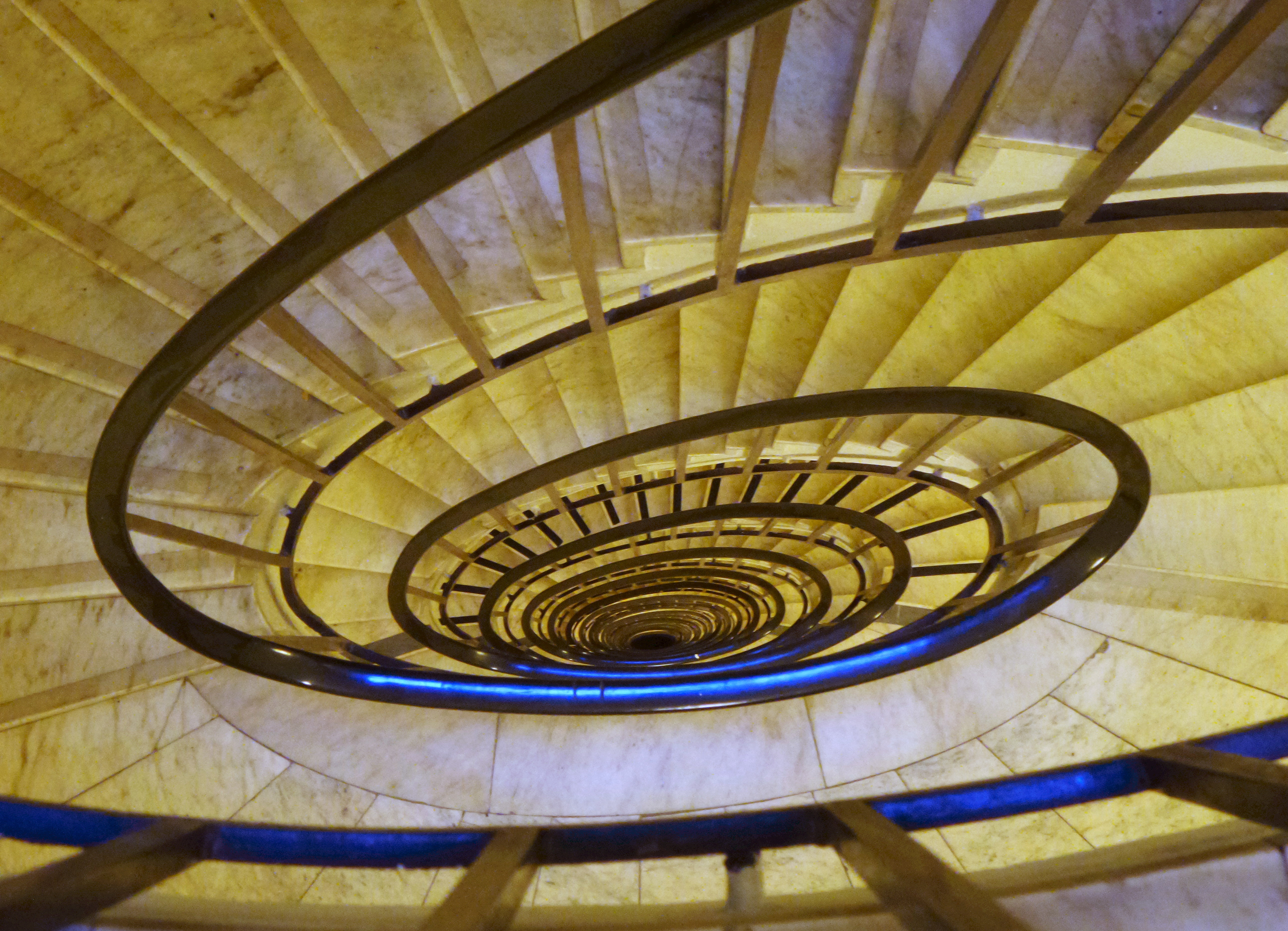
Spiraltrappan
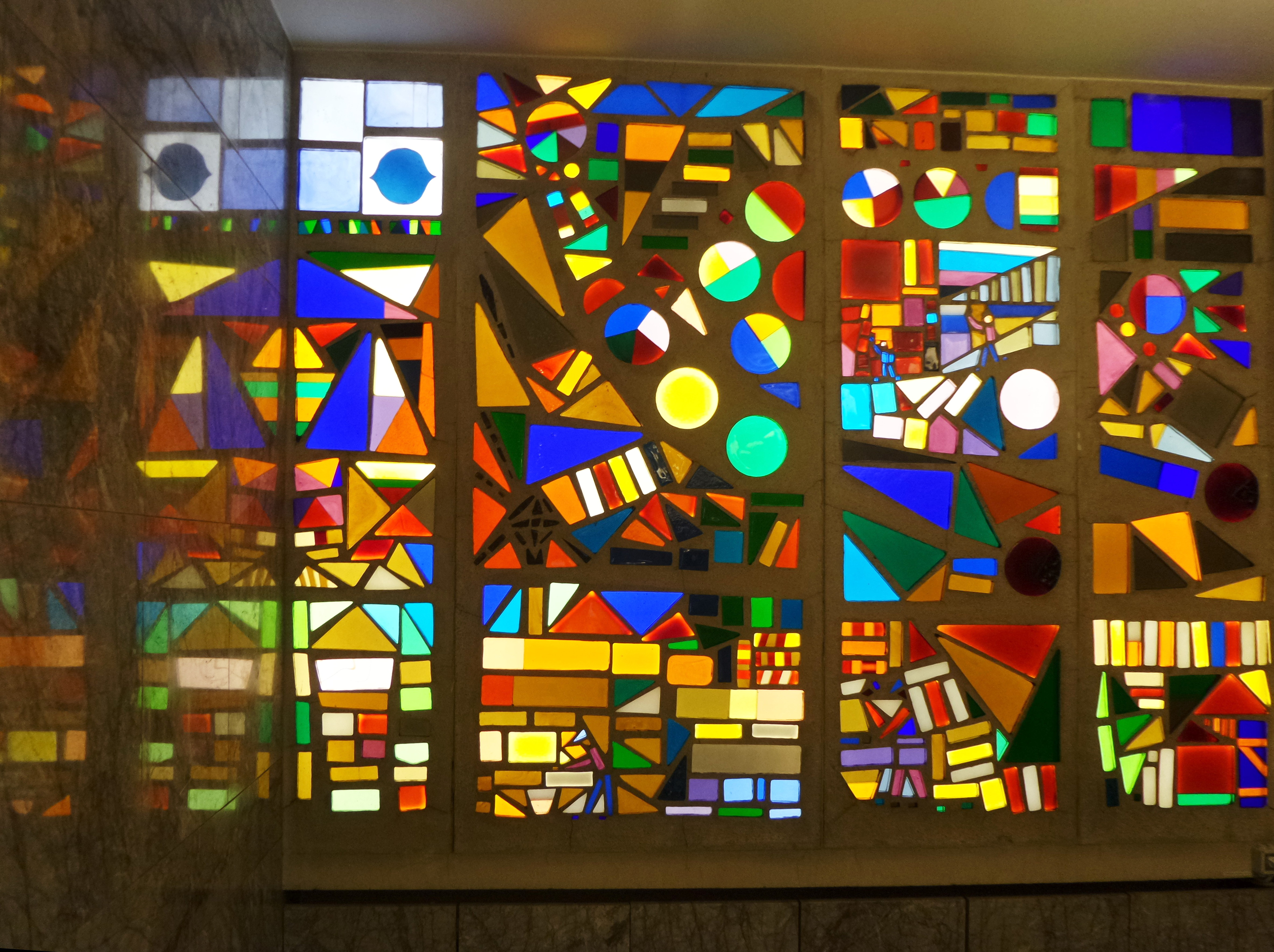
Glasmosaik i hisshallen